# Scottie Scheffler
Scott Alexander „Scottie“ Scheffler (* 21. Juni 1996 in Ridgewood, New Jersey) ist ein US-amerikanischer Profigolfer, der auf der PGA Tour spielt. Er konnte bislang vier Majorturniere und bei den Olympischen Sommerspielen 2024 in Paris die Goldmedaille gewinnen. In den 2020er-Jahren wurde er zum führenden Spieler der Welt. Trotz seines vergleichsweise geringen Alters hat er auf der PGA Tour schon knapp 91 Mio. US-Dollar an Preisgeldern erspielt (Stand 20. Juli 2025). Nur Tiger Woods und Rory McIlroy waren noch erfolgreicher als er. Lediglich Woods und Greg Norman waren länger an der Spitze der Weltrangliste als Scheffler.

## Kindheit und Familie
Scottie Scheffler ist das einzige männliche Kind unter vier Geschwistern; seine Schwestern heißen Callie, Molly und Sara. Er ist mütterlicherseits italienischer und väterlicherseits deutscher Abstammung. Im Alter von sechs Jahren zog die Familie nach Dallas, Texas, nachdem seine Mutter Diane eine leitende Position bei einer Anwaltskanzlei in Dallas angenommen hatte. Sein Vater, Scott, wurde zum Hausmann und kümmerte sich um die Kinder, während Diane als Chief Operating Officer bei der Kanzlei Thompson & Knight tätig war.
Schefflers Interesse am Golf begann im Alter von drei Jahren, als ihm seine Eltern ein Set aus Plastik-Golfschlägern schenkten. In New Jersey übte er oft mit seinem Vater auf dem Gelände des Bergen Community College. Nach dem Umzug nach Dallas investierten seine Eltern in eine Mitgliedschaft im Royal Oaks Country Club, wo er von dem renommierten Golftrainer Randy Smith betreut wurde. Smith, der auch andere PGA-Tour-Spieler wie Justin Leonard trainierte, wurde zu einer prägenden Figur in Schefflers Entwicklung.
Während seiner Schulzeit an der Highland Park High School in Dallas spielte Scheffler sowohl Golf als auch Basketball. Er gewann drei aufeinanderfolgende Einzelstaatstitel im Golf von 2012 bis 2014, was zuvor nur Jordan Spieth gelungen war. Seine Schwester Callie spielte Golf an der Texas A&M University und caddiete für ihn bei einigen Amateurturnieren.
Die enge Unterstützung seiner Familie, insbesondere durch seinen Vater, der ihn zu Turnieren begleitete, und seine Mutter, die durch ihre berufliche Karriere finanzielle Stabilität bot, spielte eine entscheidende Rolle in Schefflers Aufstieg im Golfsport. Diese familiäre Unterstützung setzte sich fort, als er an der University of Texas in Austin Golf spielte und später eine erfolgreiche Karriere auf der PGA Tour begann.

## Werdegang
Nach seinem College-Abschluss an der University of Texas im Jahr 2018 wurde er Profi. Die Spielberechtigung für die zweitklassige Korn Ferry Tour erreichte er über die Qualifying School (Q-School) dieser Serie. Scheffler qualifizierte sich über die Korn Ferry Tour-Saison 2019 für die PGA Tour. In der Saison 2019 gewann er zwei Turniere – das Evans Scholars Invitational und das Nationwide Children's Hospital Championship – und beendete sowohl die reguläre Saison als auch die Korn Ferry Tour Finals als Führender der Punktelisten. Aufgrund dieser Erfolge wurde er zum Spieler des Jahres sowie Rookie des Jahres der Korn Ferry Tour gekürt und erhielt die volle PGA-Tourkarte für die Saison 2019/2020.
Bereits vor seiner offiziellen Qualifikation hatte Scheffler erste PGA-Tour-Erfahrungen durch Sponsoreneinladungen gesammelt. So spielte er unter anderem 2014, noch als Amateur, bei der Byron Nelson Championship, bei der er den Cut schaffte und als einer der besten Nachwuchsspieler des Landes Aufmerksamkeit erregte. Auch 2017 nahm er erneut durch eine Einladung am selben Turnier teil. Diese frühen Teilnahmen ermöglichten ihm, wertvolle Erfahrung auf höchstem Niveau zu sammeln, bevor er sich regulär für die Tour qualifizierte.
Stand Mai 2025 ist Scheffler der Erstplatzierte auf der Golfweltrangliste. Diesen Platz erreichte er erstmals am 27. März 2022, nachdem er die WGC-Dell Match Play Championship gewonnen hatte. Dieser Sieg wiederum kam erst einige Wochen nach seinem ersten Sieg auf der PGA Tour beim WM Phoenix Open im Februar 2022. Anschließend gewann er sein viertes Turnier des Jahres und sein erstes Major-Turnier bei The Masters Tournament, 2022. Im März 2023 gewann er The Players Championship. Im Frühjahr 2024 konnte er seinen Titel bei den Players Championship verteidigen, zum zweiten Mal das Masters gewinnen, und gewann das Arnold Palmer Invitational.
Scheffler nahm am Ryder Cup 2021 und 2023 teil.
Am 4. August 2024 gewann er mit einem Platzrekord auf der Schlussrunde das olympische Golfturnier in Paris. Er blieb am letzten Spieltag auf dem Par-71-Kurs im Club Le National neun unter Par und holte sich mit insgesamt 265 Schlägen (67-69-67-62 = 19 unter Par) die Goldmedaille, vor Tommy Fleetwood und Hideki Matsuyama. Im Jahre 2025 gewann er sein drittes Major-Turnier, nämlich die PGA Championship, mit fünf Schlägen Vorsprung vor Bryson DeChambeau, Harris English und Davis Riley. Im Juli 2025 konnte er erstmals die The Open Championship gewinnen.

## Profi-Siege

### PGA-Tour-Siege (17)
| Legende                      |
| Major-Turniere (4)           |
| The Players Championship (2) |
| World Golf Championships (1) |
| FedEx Cup Playoff-Event (1)  |
| Signature Events (6)         |
| Andere PGA Tour Siege (3)    |

| Nr. | Datum         | Turnier                         | Sieg Score      | Unter Par | Vorsprung | Zweitplatzierte                                |
| --- | ------------- | ------------------------------- | --------------- | --------- | --------- | ---------------------------------------------- |
| 1   | 13. Feb 2022  | WM Phoenix Open                 | 68-71-62-67=268 | −16       | Playoff   | Patrick Cantlay                                |
| 2   | 6. Mär 2022   | Arnold Palmer Invitational      | 70-73-68-72=283 | −5        | 1 Schlag  | Tyrrell Hatton, Billy Horschel, Viktor Hovland |
| 3   | 27. Mär 2022  | WGC-Dell Technologies Matchplay | 4 auf 3         | 4 auf 3   | 4 auf 3   | Kevin Kisner                                   |
| 4   | 10. Apr 2022  | Masters Tournament              | 69-67-71-71=278 | −10       | 3 Schläge | Rory McIlroy                                   |
| 5   | 12. Feb 2023  | WM Phoenix Open (2)             | 68-64-68-65=265 | −19       | 2 Schläge | Nick Taylor                                    |
| 6   | 12. März 2023 | The Players Championship        | 68-69-65-69=271 | −17       | 5 Schläge | Tyrrell Hatton                                 |
| 7   | 10. Mär 2024  | Arnold Palmer Invitational (2)  | 70-67-70-66=273 | −15       | 5 Schläge | Wyndham Clark                                  |
| 8   | 17. Mär 2024  | The Players Championship (2)    | 67-69-68-64=268 | −20       | 1 Schlag  | Wyndham Clark, Brian Harman, Xander Schauffele |
| 9   | 14. Apr 2024  | Masters Tournament (2)          | 66-72-71-68=277 | −11       | 4 Schläge | Ludvig Åberg                                   |
| 10  | 22. Apr 2024  | RBC Heritage                    | 69-63-65-68=265 | −19       | 3 Schläge | Sahith Theegala                                |
| 11  | 9. Juni 2024  | Memorial Tournament             | 67-68-71-74=280 | −8        | 1 Schlag  | Collin Morikawa                                |
| 12  | 23. Juni 2024 | Travelers Championship          | 65-64-64-65=258 | −22       | Playoff   | Tom Kim                                        |
| 13  | 1. Sep 2024   | Tour Championship               | 65-66-66-67=264 | −30       | 4 Schläge | Collin Morikawa                                |
| 14  | 4. Mai 2025   | CJ Cup Byron Nelson             | 61-63-66-63=253 | −31       | 8 Schläge | Erik Van Rooyen                                |
| 15  | 18. Mai 2025  | PGA Championship                | 69-65-68-71=273 | –11       | 5 Schläge | Bryson DeChambeau, Harris English, Davis Riley |
| 16  | 1. Juni 2025  | Memorial Tournament (2)         | 70-70-68-70=278 | −10       | 4 Schläge | Ben Griffin                                    |
| 17  | 20. Juli 2025 | The Open Championship           | 68-64-67-68=267 | –17       | 4 Schläge | Harris English                                 |

### Korn Ferry Tour-Siege (2)
- 2019: Evans Scholars Invitational
- 2019: Nationwide Children's Hospital Championship

### Weitere Turniersiege (3)
| Nr. | Datum       | Turnier                  | Sieg Score      | Unter Par | Vorsprung | Zweitplatzierte |
| --- | ----------- | ------------------------ | --------------- | --------- | --------- | --------------- |
| 1   | 3. Dez 2023 | Hero World Challenge     | 69-66-65-68=268 | −20       | 3 Schläge | Sepp Straka     |
| 2   | 4. Aug 2024 | Olympische Spiele        | 67-69-67-62=265 | −19       | 1 Schlag  | Tommy Fleetwood |
| 3   | 8. Dez 2024 | Hero World Challenge (2) | 67-64-69-63=263 | −25       | 6 Schläge | Tom Kim         |

## Resultate bei Major Championships
| Turnier               | 2016 | 2017 | 2018 |
| --------------------- | ---- | ---- | ---- |
| The Masters           |      |      |      |
| US Open               | CUT  | T27  |      |
| The Open Championship |      |      |      |
| PGA Championship      |      |      |      |

| Turnier               | 2019 | 2020 | 2021 | 2022 | 2023 | 2024 | 2025 |
| --------------------- | ---- | ---- | ---- | ---- | ---- | ---- | ---- |
| The Masters           |      | T19  | T18  | 1    | T10  | 1    | 4    |
| PGA Championship      |      | T4   | T8   | CUT  | T2   | T8   | 1    |
| US Open               | CUT  |      | T7   | T2   | 3    | T41  | T7   |
| The Open Championship |      | KT   | T8   | T21  | T23  | T7   | 1    |

CUT = Cut nicht geschafft

T = geteilte Platzierung

KT = kein Turnier

## Teilnahme an Teamwettbewerben
- Junior Ryder Cup: 2012
- Spirit International: 2013
- Eisenhower Trophy: 2016
- Walker Cup: 2017

- Ryder Cup: 2021 (Gewonnen), 2023
- Presidents Cup: 2022, 2024

## Trivia
In der Komödie Happy Gilmore 2 von 2025 spielt er sich selbst. Genau wie im Film wurde er im richtigen Leben während eines Turniers von der Polizei festgenommen. Ein Jahr zuvor, bei den PGA Championship 2024, kam es zu einem Unfall vor dem Golfclubgelände, mit dem Scheffler aber nichts zu tun hatte. Da er aber noch rechtzeitig zum Abschlag auf dem Platz sein wollte, umfuhr er die Unfallstelle trotz Sperrung. Dabei wurde er von einem Polizisten gestoppt, der ihn wegen  rücksichtslosem Fahren festnahm. Da er sich vehement wehrte kam noch der Straftatbestand von einem tätlichen Angriff hinzu. Er wurde erkennungsdienstlich behandelt und das Louisville Department of Corrections veröffentlichte ein Mugshot von Scheffler in orangefarbener Gefangenenkleidung. Durch den Unfall verzögerten sich aber auch die Startzeiten und so konnte Scheffler, nach Zahlung einer Buße, noch rechtzeitig an den Start der zweiten Runde gehen. Im Film hingegen bleibt er, aufgrund des guten Essens, freiwillig noch ein paar Tage im Gefängnis. Dies wird erst nach dem ersten Abspann gezeigt.